# Stade Boudjemaa-Souidani
Pour les articles homonymes, voir Boudjemaa.
 (avril 2025).
Si vous disposez d'ouvrages ou d'articles de référence ou si vous connaissez des sites web de qualité traitant du thème abordé ici, merci de compléter l'article en donnant les références utiles à sa vérifiabilité et en les liant à la section « Notes et références ».
Le stade Boudjemaa-Souidani (en arabe : ملعب بوجمعة سويداني) est un stade olympique de football et d'athlétisme situé à Guelma en Algérie. Il fait partie du complexe olympique OPOW Souidani Boujemaa.
Le stade est baptisé en hommage à Boudjemaa Souidani, ancien joueur de ES Guelma et militant nationaliste du FLN, mort durant la Guerre d'Algérie.